# Berliner Schnauze
Berliner Schnauze – solowa płyta Bass Sultan Hengzt wydana w 2006 roku i zakazana w tym samym. Album promowały utwory Berliner Schnauze i Millionär. Na płycie można usłyszeć Fler, Sido, J-Luv, King Orgasmus One

## Lista utworów
1. Letzter Schultag
2. Seitdem Ich Rappe
3. Rapper Als Freund
4. Herrrreinspaziert feat. Kors (skit)
5. Clownrapper
6. Playboy feat. Bossbitch Berlin
7. 1001 Nacht feat. King Orgasmus One and Bossbitch Berlin
8. Hoer Bitte Auf
9. Fick Ihn feat. Afrob
10. Dafuer Hab Ich Dich Nicht Gebraucht (skit)
11. Dafuer Hab Ich Dich Nicht Gebraucht
12. Geld Ist Der Grund
13. Millionär
14. Millionär feat. Kors and Dj Devin (skit)
15. Dumm Fickt Gut feat. Fler
16. A.M.S.T.A.F.F. feat. Automatikk
17. Keine Angst feat. Godsilla
18. Down feat. Fler
19. Komm Klar (skit)
20. Komm Klar
21. Kennst Du Mich Noch feat. J-Luv
22. Goldkettentrend2 feat. Fler
23. So Bin Ich feat. Sido
24. Berliner Schnauze
25. Outro